# Une nuit avec Sabrina Love
Pour plus de détails, voir Fiche technique et Distribution.
Une nuit avec Sabrina Love (Una noche con Sabrina Love) est un film argentin réalisé par Alejandro Agresti, sorti en 2000.

## Synopsis
Daniel, un orphelin de 17 ans, travail dans un entrepôt frigorifique. Un jour, il participe a une concours organisé par une chaîne câblée et gagne une nuit d'amour avec l'actrice pornographique Sabrina Love. Il décide alors de partir à Buenos Aires pour réclamer son prix.

## Fiche technique
- Titre : Une nuit avec Sabrina Love
- Titre original : Una noche con Sabrina Love
- Réalisation : Alejandro Agresti
- Scénario : Alejandro Agresti d'après le roman de Pedro Mairal
- Musique : Paul M. van Brugge
- Photographie : Arnaldo Catinari
- Montage : Stefan Kamp
- Production : Pablo Bossi
- Société de production : DMVB Films, Naya Films, PHF Films, Patagonik Film Group, Surf Film et ULM
- Pays :  Argentine,  Espagne,  Italie,  France et  Pays-Bas
- Genre : comédie dramatique
- Durée : 100 minutes
- Dates de sortie : 
  -  Espagne : 8 juin 2000
  -  France : 14 février 2000

## Distribution
- Cecilia Roth : Sabrina Love
- Tomás Fonzi : Daniel Montero
- Fabián Vena : Enrique
- Giancarlo Giannini : Leonardo
- Norma Aleandro : Julia
- Julieta Cardinali : Sofía
- Mario Paolucci : Carmelo
- Melisa Budini : María

## Distinctions
Le film a été nommé pour quatre Condors d'argent.